# Theodoor I van Monferrato
Theodoor I Palaiologos (Grieks: Θεοδώρος Α' Παλαιολόγος; Italiaans: Teodoro I Paleologo) (Constantinopel, 1291 – Trino, 24 april 1338) was markgraaf van Monferrato van 1305 tot 1338. Hij was een zoon van de Byzantijnse keizer Andronikos II en Yolanda van Monferrato.
Zijn moeder was de dochter en erfgename van markgraaf Willem VII van Monferrato. Na de dood van Johan I van Monferrato werd hij, tezamen met zijn moeder, de opvolger en heerser van Monferrato. Hij was de eerste uit de Paleologo-dynastie die tot 1533 op de troon van het markgraafschap zou zitten.
In oktober 1307 huwde hij met Argentina Spinola (ca 1295 – 1337), dochter van Obizino Spinola, doge van Genua. Uit dit huwelijk kwamen twee kinderen voort:
- Johan (1313/1321 – 1372), markgraaf 1338-1372
- Jolanda (Moncalvo juni 1318 – Chambéry 4 december 1342); ∞ (1 mei 1330) graaf Aymon van Savoye (1291 – 1343)